# Elka de Levie
Elka de Levie   (Amsterdam, 21 de novembre de 1905 - Amsterdam, 29 de desembre de 1979) va ser una gimnasta artística neerlandesa que va competir durant la dècada de 1920.
El 1928 va prendre part en els Jocs Olímpics d'Amsterdam, on guanyà la medalla d'or en el concurs complet per equips del programa de gimnàstica.
Com d'altres membres del seu equip era jueva, però a diferència de la resta, va ser l'única que va sobreviure a l'Holocaust en amagar-se. Va morir en l'anonimat el 1979.